# Област Колоња
Област Колоња (алб. Rrethi i Kolonjës) је једна од 36 области Албаније. Има 17.000 становника (процена 2004), од којих је значајан број Грка и Влаха. Површина области је 805 km². На југоистоку је земље, а главни град је Херцег (Ерсеке). Међу осталим значајним градовима у овој области је Лесковик на југу. Ова област је повезана са облашћу Корче на северу, и грчким префектурама Костур и Јанина на истоку.
Обухвата општине: Бармаш, Ерсек (Херцег), Љесковик (Лесковик), Молас, Пискаљ-Новосељ, Ћендр Ерсек (Херцег Центар), Ћендр Љесковик (Лесковик Центар) и Чљирим.